# قورباغه شاخ‌دار پوپی
قورباغه شاخ‌دار پوپی (نام علمی: Brachytarsophrys popei) نام یک گونه از تیره قورباغه‌های خاشاک است.